# Karen Burton
Karen Burton (Estados Unidos, 11 de junio de 1962) es una nadadora estadounidense retirada especializada en pruebas de larga distancia en aguas abiertas, donde consiguió ser medallista de bronce mundial en 1991 en los 25 km en aguas abiertas.

## Carrera deportiva
En el Campeonato Mundial de Natación de 1991 celebrado en Perth (Australia), ganó la medalla de  en los 25 km en aguas abiertas, con un tiempo de 5:28:22 segundos, tras la australiana Shelley Taylor-Smith  (oro con 5:21:05 segundos) y su compatriota estadounidense Martha Jahn  (plata con 5:25:16 segundos).